# Zits

Zits est un comic strip humoristique américain écrit par Jerry Scott et dessiné par Jim Borgman diffusé depuis le 7 juillet 1997 par King Features Syndicate. Zits suit le quotidien de Jeremy Duncan, adolescent vivant dans une banlieue de l'Ohio, entre famille, amis et lycée. Selon son diffuseur, Zits est publié dans plus de 1700 journaux dans 45 pays pour une audience cumulée de 200 millions de lecteurs

## Prix
- 1999 : Prix du comic strip de la National Cartoonists Society
- 2000 : Prix du comic strip de la National Cartoonists Society
- 2000 :  Prix Max et Moritz du meilleur comic strip international
- 2002 : Prix Reuben à Scott pour cette série et Bébé Blues
- 2010 : Prix du comic strip de la National Cartoonists Society

## Documentation
- Patrick Gaumer, « Zits », dans Dictionnaire mondial de la BD, Paris, Larousse, 2010 (ISBN 9782035843319), p. 936.